# Gronau (Leine)

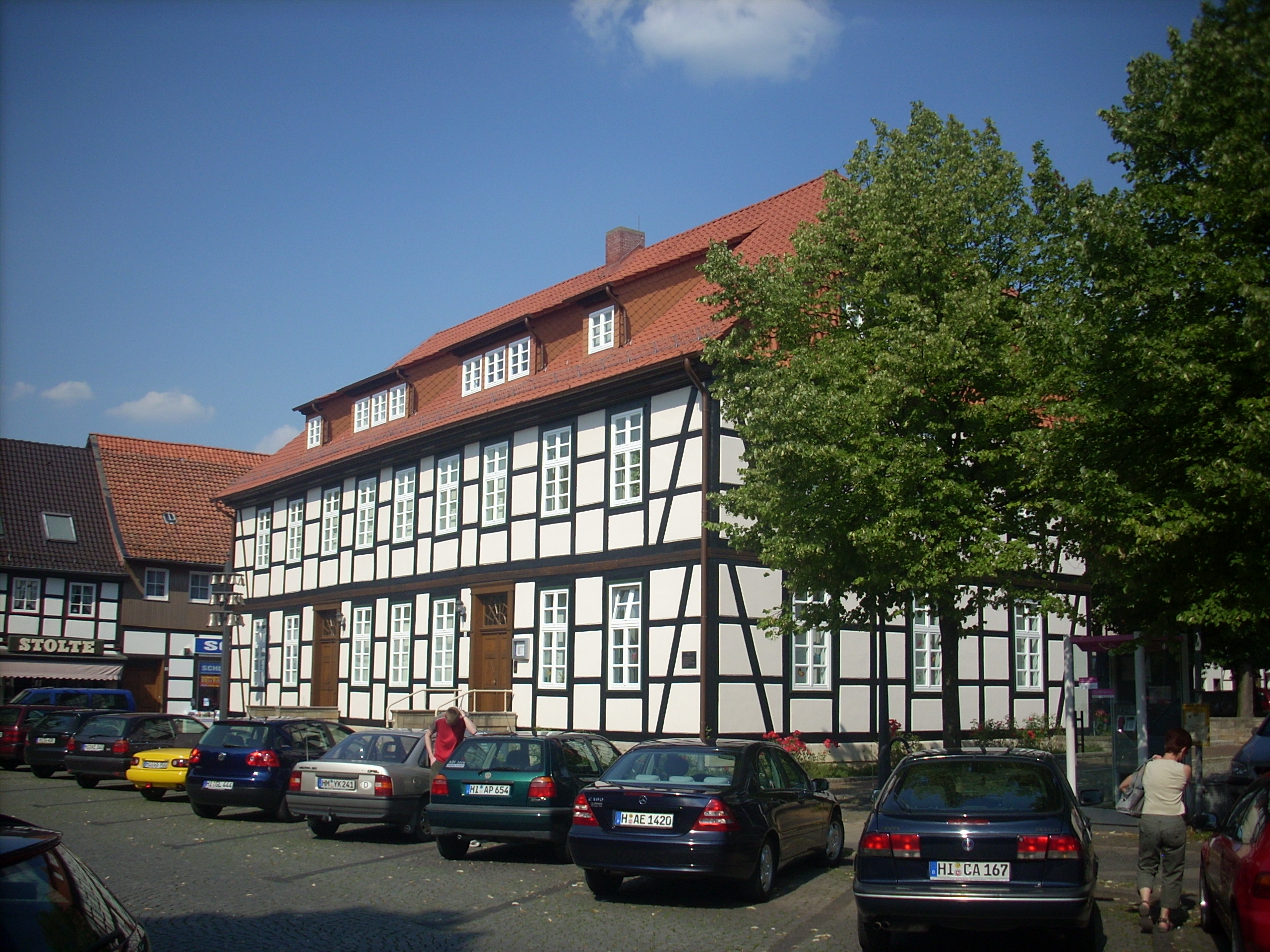
Primăria

Gronau an der Leine (Gronau pe Leine) este un oraș din districtul Hildesheim în Landul Saxonia Inferioară și este centrul administrativ al comunei Gronau Samtgemeinde Gronau an der Leine.

## Stema
Stema localității înfățișează o scară aurie cu trei trepte pe un scut roșu.

## Geografie
Gronau se află la sud-vestul Hildesheimului, pe un teritoriu delimitat la vest de masivul Leinebergland și la sud de masivul  Innerstebergland. La est de Gronau se întinde regiunea Hildesheimer Wald (Pădurea Hildesheimului), la sud se află înălțimile Sieben Berge. Prin Gronau curge râul Leine, care trece mai departe, pe la poalele cetății Marienburg (fosta reședință de vară a principilor de Hanovra) și prin capitala landului, Hanovra.
Tangențial în partea de vest trece drumul național  B3 ( B= "Bundesstrasse", drum federal), care leagă Hanovra de Göttingen, cele mai mari centre universitare ale Landului. La aproximativ 25 km de Gronau se află legătura cu autostrada A7 prin orașul Hildesheim (A="Autobahn", autostradă), care leagă ca drum european E45 Oslo de Palermo.

## Istorie
În jurul anului 1298 episcopul Siegfried al-II-lea al Hildesheimului întemeiază pe o înălțime din valea mlăștinoasă a râului Leine reședința "Gronowe", cu scopul de a fortifica așezările din împrejur și de a anima comerțul în această zonă. Gronau a fost fondat cu populația a trei sate nefortificate, Lehde, Bekum și Empeda, care fuseseră de mai multe ori distruse.
Spațiul dintre cele două brațe ale râului Leine a fost fortificat cu un zid dublu, care a rezistat mai multor asedii, adăpostind de-a lungul secolelor trei familii de nobili. Zidul fortificației s-a păstrat numai pe alocuri, o fostă cetate episcopală menită să întărească flancul sud-estic nu s-a mai menținut până în ziua de astăzi.
Incendii repetate de-a lungul secolelor au avut consecințe catastrofale asupra arhitecturii și imaginii orașului.
În lupta pentru scaunul episcopal din 1472/1473 dintre beneficiarul domului de Hildesheim, Henning von Haus, și contele Hermann de Hessen, locuitorii din Gronau s-au alăturat contelui de Hessen și au fost de două ori asediați fără succes de către trupele din Hildesheim.
În anul 1518 Gronau a fost incendiat de un argat răzvrătit al nobilului Burchard von Saldern și a ars aproape până la temelii.
În războiul dintre principatul de Hildesheim și cel al dinastiei de welfi din principatul Braunschweig-Wolfenbuettel-Callenberg din anii 1519-1523, care a izbucnit în Gronau, orașul se vede din nou în fața unui asediu, de data aceasta ale trupelor welfe, căruia locuitorii Gronaului îi rezistă din nou cu dârzenie. După ce în noaptea zilei de 2 iunie, în timpul unei tentative de evacuare secretă a orașului, locuitorii fuseseră prinși de oștile dușmane și în cea mai mare parte măcelăriți, orașul a fost din nou incendiat.
Războiul de Treizeci de Ani a cauzat de asemenea în repetate rânduri incendieri și jafuri.
Mai ales incendiile din anii 1577, 1703 și 1758 au distrus orașul aproape în întregime În anul 1758 au fost de pildă distruse 106 case și 72 de hambare.
Fostul bastion de frontieră al principatului de Hildesheim s-a aflat consecutiv sub stăpânire prusacă, franceză, welfă, și în cele din urmă, în domeniul regatului de Hanovra, care a cuprins între 1714 și 1838 și Marea Britanie.

## Dezvoltare urbanistică
În pofida numeroaselor distrugeri orașul s-a dezvoltat încontinuu, fiind în mod repetat reconstruit și înglobând până în ziua de astăzi 17 alte așezări din împrejurimi. În Gronau s-a dezvoltat vertiginos industria, Gronau păstrându-și totuși caracterul rural. 
Centrul orașului păstrează caracterul orășelului medieval german, silueta citadină fiind dominată de turnul de 65 m al bisericii evanghelic-luterane Sfântul Matei (Sankt Matthaei Kirche). În oraș se mai află și o biserică a minorității catolice, biserica Sf. Iosif, lăcașul de cult al unei foste mânăstiri catolice care formal încă nu a fost secularizată.

## Infrastructură, industrie
Gronau a cunoscut în trecut o dezvoltare vertiginoasă a industriei, însă în ultimul timp s-au desființat multe locuri de muncă în industria metalului, cea chimică, a celulozei și hârtiei. Unele ramuri industriale au dispărut cu desăvârșire din oraș  - de exemplu  a fost închisă o fabrică de zahăr. Cu toate acestea Gronau rămâne în raport cu mărimea sa un puternic centru industrial, care este pe deasupra puțin afectat de poluarea mediului înconjurător.
În Gronau se află sucursala Oxford a firmei franceze de papetărie și birotică Landré. Aici a fost inventat un pix electronic cu o minicameră, care transformă notițele scrise de mână pe hârtia specială a unui bloc de 128 de pagini în date electronice.
Tot în Gronau se află și o filială a firmei internaționale WABCO, cu sediul în Bruxelles, care fabrică piese de autoturisme, de exemplu frâne electronice, suspensii, etc.
Wuelfing Pharma, o firmă germană de farmaceutică, are o filială în Gronau.
Gronau are patru școli primare și un gimnaziu, 13 grădinițe sau așa-zise "inițiative parentale" (grădinițe fondate și tutelate de părinți). 
Asistența medicală este asigurată de un spital  (Johanniterkrankenhaus Gronau) cu aproximativ 100 de paturi, ce tratează anual mai mult de 5000 de pacienți și asigură regional serviciul de ambulanță ("salvarea"). Spitalul s-a aflat din 2002 până la sfârșitul anului 2007 într-o uniune cu clinica orașului Alfeld (Leineberglandklinik Alfeld), uniune care s-a destrămat deoarece nu a adus pentru niciunul dintre spitale avantajele economice dorite. Din 2008 spitalul a trecut din nou sub tutela tradițională a ordinului ioanit și și-a a schimbat numele din "Leineberglandklinik Gronau" din nou în "Johanniter-Krankenhaus", ca înainte de 2002.
Asistența medicală ambulatorie este asigurată de 5 medici de familie, care își au cabinetele direct în Gronau, fiind sprijiniți de alte cabinete din localitățile înconjurătoare. Un sistem particular de medicină ambulatorie susținut de Crucea Roșie Germană, de Ordinul Ioanit și firme de medicină ambulatorie particulare asigură îngrijirea pacienților care nu se pot deplasa, pe lângă asistența medicală în sine aceștia preluând și aprovizionarea, întreținerea locuinței, asigurarea igienei personale și a hrănirii pacienților.
Orașul mai dispune de trei biblioteci și de o arhivă, un cinematograf, un ștrand, mai multe restaurante, trei săli de sport, mai multe cluburi sportive, printre altele de canoe (sportul se practică pe Leine), o asociație de pescari și de multe alte asociații.
Gronau oferă posibilități destul de bune de aprovizionare, deținând diferite magazine alimentare, un magazin de materiale de construcții, o benzinărie non-stop.

## Politică
La alegerile comunale din 2006, locuitorii Gronau-lui l-au ales cu 1594 de voturi pe Karl-Heinz Gieseler, candidatul partidului social-democrat (SPD) ca primar. 
În consiliul municipal ("Stadtrat") coaliția de guvernare este formată de SPD (48,5%) și WG (5,0%), în așa-zisă opoziție se află CDU (41,9%), FDP (2,5%). Primarul regiunii administrative Gronau (cu toate localitățile aparținând de Gronau) este însă Rainer Mertens din SPD, în consiliul regional administrativ Gronau iau parte la conducere partidul SPD (majoritar), CDU și WG. Partidul WG este o confluență politică a cetățenilor din Gronau, înființat ca alternativă politică regională la marile partide CDU și SPD, este deci un partid local, fără reprezentanță la nivel federal.

## Fapt divers
Regiunea Gronau - Alfeld se află pe ruta "Calea poveștilor" ("Maerchenstrasse"), care leagă unele zone și localități menționate în poveștile Fraților Grimm sau cel puțin atribuite ulterior sferei acestor basme. De exemplu în povestea Albă ca zăpada împărăteasa trebuie să treacă peste "șapte munți" ca să ajună la căsuța celor șapte pitici ("über die sieben Berge zu den sieben Zwergen"), un lanț muntos care după interpretarea administrației locale din Alfeld coincide cu regiunea Sieben Berge.

## Orașe înfrățite
- Mézidon-Canon, Franța
- Honiton, Regatul Unit
- Wermsdorf, Germania, Saxonia
- Dovre, Norvegia din  2000